# Willem Julien Lodewijk Merkes van Gendt
Jhr. Willem Julien Lodewijk Merkes van Gendt ('s-Gravenhage, 24 mei 1840 - onbekend) was een Nederlands componist.

## Biografie
Merkes van Gendt was een lid van de familie Merkes van Gendt en een zoon van vestingkundige jhr. Johannes Gerrit Willem Merkes van Gendt, heer van Gendt en Erlecom (1798-1859) en Denise Amélie Isabelle Castricque (1802-1884). Hij was een componist en woonde van 1885 tot 1893 te Düsseldorf waarvandaan hij naar Nederland vertrok; wanneer en waar hij is overleden is onbekend.
In 1883 schreef hij de lyrisch-romantische opera  "Das Bildniss". In 1888 werden een concert-ouverture, de ouverture Herzog Alba en een symfonie van Merkes van Gendt te Düsseldorf gespeeld die goed onthaald werden. Volgens de bekende nummering van de opussen zou hij in ieder geval 52 stukken hebben gecomponeerd.
In 1895 publiceerde Merkes van Gendt een dichtbundel.

## Bekende muzikale werken
- Serenade : voor strijk-orkest en 2 fluiten, 2 clart., 2 hoornen
- Feestmarsch : voor piano : op. 16
- Drei Gedichte von Schiller : für eine Singstimme mit Begleitung des Piano-Forte : Op. 18 [ca. 1873]
- Concertouverture : in G Dur : voor piano : op. 24
- Leidens ontzet : marsch triomphale : voor piano forte : op. 29 [1874]
- Fantaisie : pour orgue ou harmonium : op. 30
- Souvenirs de jeune âge : valse : pour pianoforte : op. 31
- Der Sturz des Hauses "Alba" : Concert-Ouverture : Op. 35
- Weihnachtslied : für Soli, Chor und Orchester : Op. 40
- Einsamkeit : Tondichtung für grosses Orchester : Op. 41 [ca. 1880]
- Begegnen der Schiffe : symphonische Dichtung : für grosses Orchester : Op. 44
- Lyrische Ouverture : für grosses Orchester : Op. 48
- Drei Klavierstücke : Op. 51
- Ouvertüre : zu einem Melodrama : für grosses Orchester : Op. 52